# 2004-es Formula–1 japán nagydíj
A japán nagydíj volt a 2004-es Formula–1 világbajnokság tizenhetedik futama, amelyet 2004. október 10-én rendeztek meg a japán Suzuka Circuiten, Szuzuka.

## Időmérő edzés
A pole-pozíciót Michael Schumacher szerezte meg öccse, Ralf Schumacher előtt.
| Helyezés | Versenyző            | Csapat/Motor     | Idő        | Különbség |
| -------- | -------------------- | ---------------- | ---------- | --------- |
| 1        | Michael Schumacher   | Ferrari          | 1:33.542   | –         |
| 2        | Ralf Schumacher      | Williams-BMW     | 1:34.032   | + 0.490   |
| 3        | Mark Webber          | Jaguar-Cosworth  | 1:34.571   | + 1.029   |
| 4        | Szató Takuma         | BAR-Honda        | 1:34.897   | + 1.355   |
| 5        | Jenson Button        | BAR-Honda        | 1:35.157   | + 1.615   |
| 6        | Jarno Trulli         | Toyota           | 1:35.213   | + 1.671   |
| 7        | Giancarlo Fisichella | Sauber-Petronas  | 1:36.136   | + 2.594   |
| 8        | David Coulthard      | McLaren-Mercedes | 1:36.156   | + 2.614   |
| 9        | Jacques Villeneuve   | Renault          | 1:36.274   | + 2.732   |
| 10       | Olivier Panis        | Toyota           | 1:36.420   | + 2.878   |
| 11       | Fernando Alonso      | Renault          | 1:36.663   | + 3.121   |
| 12       | Kimi Räikkönen       | McLaren-Mercedes | 1:36.820   | + 3.278   |
| 13       | Juan Pablo Montoya   | Williams-BMW     | 1:37.653   | + 4.111   |
| 14       | Christian Klien      | Jaguar-Cosworth  | 1:38.258   | + 4.716   |
| 15       | Rubens Barrichello   | Ferrari          | 1:38.637   | + 5.095   |
| 16       | Nick Heidfeld        | Jordan-Ford      | 1:41.953   | + 8.411   |
| 17       | Timo Glock           | Jordan-Ford      | 1:43.533   | + 9.991   |
| 18       | Gianmaria Bruni      | Minardi-Cosworth | 1:48.069   | + 14.527  |
| 19       | Baumgartner Zsolt*   | Minardi-Cosworth | idő nélkül |           |
| 20       | Felipe Massa         | Sauber-Petronas  | idő nélkül |           |

* Baumgartner Zsolt tízhelyes rajtbüntetést kapott motorcsere miatt.

## Futam
A futamon is ez a sorrend maradt. Michael raj-cél győzelmet szerzett, öccse, Ralf második lett. A harmadik és negyedik helyen a két BAR-Honda, Jenson Button és Szató Takuma ért be. Fernando Alonso ötödik, Kimi Räikkönen hatodik, Juan Pablo Montoya hetedik, Giancarlo Fisichella pedig a nyolcadik helyen fejezte be a futamot. David Coulthard és Rubens Barrichello egymással akadt össze a harmincnyolcadik körben, mindketten kiestek. A Renault-tól való távozását követően itt tért vissza Jarno Trulli, az olasz a megromlott viszonyok miatt hagyta ott régi csapatát, és e nagydíjon Toyota csapat autójával tizenegyedikként ért célba. A verseny leggyorsabb körét Barrichello autózta.
| Helyezés | Rajtszám | Versenyző            | Csapat/Motor     | Futott kör | Idő/Kiesés oka  | Rajthely | Pont |
| -------- | -------- | -------------------- | ---------------- | ---------- | --------------- | -------- | ---- |
| 1        | 1        | Michael Schumacher   | Ferrari          | 53         | 1h24:26.985     | 1        | 10   |
| 2        | 4        | Ralf Schumacher      | Williams-BMW     | 53         | + 14.098        | 2        | 8    |
| 3        | 9        | Jenson Button        | BAR-Honda        | 53         | + 19.662        | 5        | 6    |
| 4        | 10       | Szató Takuma         | BAR-Honda        | 53         | + 31.781        | 4        | 5    |
| 5        | 8        | Fernando Alonso      | Renault          | 53         | + 37.767        | 11       | 4    |
| 6        | 6        | Kimi Räikkönen       | McLaren-Mercedes | 53         | + 39.362        | 12       | 3    |
| 7        | 3        | Juan Pablo Montoya   | Williams-BMW     | 53         | + 55.347        | 13       | 2    |
| 8        | 11       | Giancarlo Fisichella | Sauber-Petronas  | 53         | + 56.276        | 7        | 1    |
| 9        | 12       | Felipe Massa         | Sauber-Petronas  | 53         | + 1:29.656      | 19       |      |
| 10       | 7        | Jacques Villeneuve   | Renault          | 52         | + 1 kör         | 9        |      |
| 11       | 16       | Jarno Trulli         | Toyota           | 52         | + 1 kör         | 6        |      |
| 12       | 15       | Christian Klien      | Jaguar-Cosworth  | 52         | + 1 kör         | 14       |      |
| 13       | 18       | Nick Heidfeld        | Jordan-Ford      | 52         | + 1 kör         | 16       |      |
| 14       | 17       | Olivier Panis        | Toyota           | 51         | + 2 kör         | 10       |      |
| 15       | 19       | Timo Glock           | Jordan-Ford      | 51         | + 2 kör         | 17       |      |
| 16       | 20       | Gianmaria Bruni      | Minardi-Cosworth | 50         | + 3 kör         | 18       |      |
| Ki       | 21       | Baumgartner Zsolt    | Minardi-Cosworth | 41         | Kicsúszás       | 20       |      |
| Ki       | 5        | David Coulthard      | McLaren-Mercedes | 38         | Ütközés         | 8        |      |
| Ki       | 2        | Rubens Barrichello   | Ferrari          | 38         | Ütközés         | 15       |      |
| Ki       | 14       | Mark Webber          | Jaguar-Cosworth  | 20         | Pilótafülke-tűz | 3        |      |

## A világbajnokság élmezőnyének állása a verseny után
| H  | Versenyzők         | Pont | H  | Konstruktőrök    | Pont |
| -- | ------------------ | ---- | -- | ---------------- | ---- |
| 1. | Michael Schumacher | 146  | 1. | Ferrari          | 254  |
| 2. | Rubens Barrichello | 108  | 2. | BAR-Honda        | 116  |
| 3. | Jenson Button      | 85   | 3. | Renault          | 100  |
| 4. | Fernando Alonso    | 54   | 4. | Williams-BMW     | 74   |
| 5. | Juan Pablo Montoya | 48   | 5. | McLaren-Mercedes | 61   |

## Statisztikák
Vezető helyen:
- Michael Schumacher: 53 kör (1–53)

Michael Schumacher 83. (R) győzelme, 63. pole-pozíciója, Rubens Barrichello 15. leggyorsabb köre.
- Ferrari 182. győzelme.
- Ez a futam volt Jarno Trulli első versenye a Toyota csapatnál illetve Olivier Panis utolsó Formula–1-es nagydíja. A francia a következő évtől a Toyota tesztpilótájaként tevékenykedett.
- Ricardo Zonta nem vett részt a versenyen, a helyét Jarno Trulli vette át, a következő nagydíjon azonban a brazil ismét rajthoz állt.
- Az évben Rubens Barrichello itt esett ki egyetlen alkalommal, miután a 38. körben ütközött David Coultharddal.